# Landtagswahl in Mecklenburg-Vorpommern 1994
- PDS: 18
- SPD: 23
- CDU: 30

- Regierung: 53
- Opposition: 18

Die Landtagswahl in Mecklenburg-Vorpommern 1994 war die zweite Wahl des Landtags seit der Wiederbegründung des Landes Mecklenburg-Vorpommern. Sie fand am 16. Oktober 1994 zeitgleich mit der Bundestagswahl und den Landtagswahlen im Saarland und in Thüringen statt.

## Wahlverfahren
Die zweite Wahl des Landtags von Mecklenburg-Vorpommern wurde auf der Grundlage der Verfassung vom 23. Mai 1993 und des Landeswahlgesetzes für das Land Mecklenburg-Vorpommern vom 14. Dezember 1993 durchgeführt. Gegenüber der Landtagswahl 1990 änderte sich vor allem die Anzahl der zu vergebenden Sitze, die von 66 auf 71 erhöht wurde. Der Grund dafür war in erster Linie der Wunsch, eine mögliche Pattsituation zwischen zwei Lagern zu verhindern, wie sie 1990 zunächst bestanden hatte. Das Wahlverfahren sah Erst- und Zweitstimme vor, über die Verteilung der Mandate entschied allein der Anteil der Zweitstimmen, berechnet wurde sie durch das Hare/Niemeyer-Verfahren. Es galt die Fünf-Prozent-Hürde sowie eine Grundmandatsklausel bei drei gewonnenen Direktmandaten. Die Legislaturperiode betrug vier Jahre.

## Ausgangssituation
Zur Wahl stellte sich die schwarz-gelbe Koalition unter Ministerpräsident Berndt Seite (Kabinett Seite I). Während der ersten Legislaturperiode war Ministerpräsident Alfred Gomolka, u. a. infolge der sogenannten Werftenkrise, am 19. März 1992 zurückgetreten. Auch der erste Landesvorsitzende der CDU, Günther Krause, war über eine seiner zahlreichen Affären gestolpert und verlor nach seinem Bonner Ministerposten im Mai auch den Parteivorsitz im Juni 1993 an Angela Merkel.
Zu Beginn des Jahres 1994 befand sich das Ansehen der CDU im Bund wie in Mecklenburg-Vorpommern auf einem Tiefpunkt. Die von Bundeskanzler Helmut Kohl weiterhin versprochenen „blühenden Landschaften“ kontrastierten mit der wirtschaftlichen Wirklichkeit in Mecklenburg-Vorpommern. Wahlumfragen prophezeiten deshalb einen Absturz bei der Landtagswahl auf bis zu 17 Prozent. Im Laufe des Superwahljahrs profitierte die CDU jedoch von einem deutlichen Stimmungswechsel zu ihren Gunsten, der sich auch auf das Landtagswahlergebnis niederschlug.

## Ergebnis

Direktmandate in den Wahlkreisen

Während die CDU leicht verlor (−0,6 Prozentpunkte) und die SPD 2,5 Prozentpunkte hinzugewann, legte die PDS sieben Prozentpunkte hinzu und kam auf 22,7 Prozent. Zudem konnte die PDS durch Gerd Böttger im Landtagswahlkreis Schwerin II erstmals ein Direktmandat gewinnen. Die FDP scheiterte mit 3,8 Prozent der Stimmen diesmal deutlich an der Fünf-Prozent-Hürde und auch Bündnis 90/Die Grünen verpassten mit 3,7 Prozent erneut den Einzug in den Landtag. Die rechtsextremen Parteien REP und NPD spielten mit zusammen 1,1 Prozent keine Rolle, was nach den Ausschreitungen in Rostock-Lichtenhagen im August 1992 und anderen ausländerfeindlichen Übergriffen in Mecklenburg-Vorpommern mit Erleichterung registriert wurde. Damit konzentrierte sich das im Parlament vertretene Parteienspektrum auf CDU, SPD und PDS. Dieses Dreiparteiensystem blieb für Mecklenburg-Vorpommern bis zur Landtagswahl 2006 charakteristisch.
Der SPD-Vorsitzende und Spitzenkandidat Harald Ringstorff hatte  offen mit der ersten rot-roten Koalition unter seiner Führung geliebäugelt, wurde bei diesen Überlegungen jedoch von der Bundeszentrale der SPD gebremst, so dass die Sozialdemokraten Juniorpartner in einer Großen Koalition unter Berndt Seite (Kabinett Seite II) wurden. Da die CDU ihren bisherigen Koalitionspartner verloren hatte, stellte sich für sie keine andere Option als das Bündnis mit der SPD.
Hatte die Wahlbeteiligung bei den ersten demokratischen Volkskammerwahlen am 18. März 1990 noch 92,9 Prozent und bei den Kommunalwahlen am 6. Mai 1990 72,4 Prozent betragen, war sie bei der Landtagswahl 1990 auf 64,8 Prozent abgerutscht. Bei der Landtagswahl 1994 stieg die Wahlbeteiligung, vor allem da gleichzeitig der Bundestag gewählt wurde, wieder auf 72,9 Prozent. Die vergleichsweise hohe Wahlbeteiligung sowie die Überlagerung der landespolitischen durch bundespolitische Themen durch den Bundestagswahlkampf kam bei dieser wie bei den nächsten Wahlen den größeren Parteien zugute und trug somit zu dem für Mecklenburg-Vorpommern typischen, zwölf Jahre dauernden Dreiparteiensystem bei.
| Listen            | Listen            | Erststimmen | Erststimmen | Erststimmen | Erststimmen | Zweitstimmen | Zweitstimmen | Zweitstimmen | Zweitstimmen | Mandate | Mandate |
| Listen            | Listen            | Stimmen     | %           | +/-         | Mandate     | Stimmen      | %            | +/-          | Mandate      | Anzahl  | +/-     |
| ----------------- | ----------------- | ----------- | ----------- | ----------- | ----------- | ------------ | ------------ | ------------ | ------------ | ------- | ------- |
|                   | CDU               | 385.260     | 39,5        | +0,4        | 28          | 368.206      | 37,7         | –0,7         | 2            | 30      | +1      |
|                   | SPD               | 292.714     | 30,0        | +4,8        | 7           | 288.431      | 29,5         | +2,5         | 16           | 23      | +2      |
|                   | PDS               | 231.353     | 23,7        | +7,5        | 1           | 221.814      | 22,7         | +7,0         | 17           | 18      | +6      |
|                   | FDP               | 31.757      | 3,3         | –2,2        | –           | 37.498       | 3,8          | –1,7         | –            | –       | –4      |
|                   | GRÜNE 1           | 29.181      | 3,0         | –4,3        | –           | 36.035       | 3,7          | –2,7         | –            | –       | –       |
|                   | REP               | 708         | 0,1         | +0,1        | –           | 9.974        | 1,0          | +0,2         | –            | –       | –       |
|                   | PASS              | –           | –           | N/A         | –           | 4.764        | 0,5          | N/A          | –            | –       | –       |
|                   | GRAUE             | 1.075       | 0,1         | +0,1        | –           | 3.938        | 0,4          | +0,3         | –            | –       | –       |
|                   | Naturgesetz       | 426         | 0,0         | N/A         | –           | 2.248        | 0,2          | N/A          | –            | –       | –       |
|                   | BUMV              | –           | –           | N/A         | –           | 1.607        | 0,2          | N/A          | –            | –       | –       |
|                   | NPD               | 512         | 0,1         | +0,1        |             | 1.429        | 0,1          | ±0,0         | –            | –       | –       |
| Gesamt            | Gesamt            | 975.055     | 100         |             | 36          | 977.867      | 100          |              | 35           | 71      | +5      |
|                   |                   |             |             |             |             |              |              |              |              |         |         |
| Ungültige Stimmen | Ungültige Stimmen | 28.061      | 2,8         | –0,8        |             | 25.249       | 2,5          | –0,7         |              |         |         |
| Wähler            | Wähler            | 1.003.116   | 72,9        | +8,1        |             | 1.003.116    | 72,9         | +8,1         |              |         |         |
| Wahlberechtigte   | Wahlberechtigte   | 1.376.877   |             |             |             | 1.376.877    |              |              |              |         |         |

- 1 Landtagswahl 1990: Grüne und Bündnis 90